# Station Shaw and Crompton
Shaw and Crompton is een tramhalte van Manchester Metrolink in Shaw and Crompton, Oldham in Engeland. 
Het (toen nog) treinstation was voorheen eigendom van Network Rail en werd beheerd door Northern Rail. Het station is in 2009 gesloten en werd in 2012 geopend als tramstation van Metrolink.